# Schloss Saint-Cloud

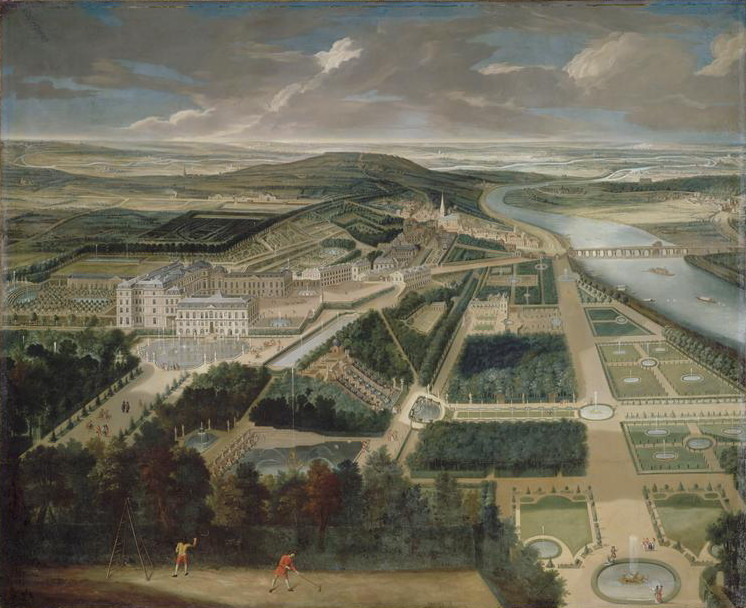
Schloss Saint-Cloud mit umliegenden Ländereien; Gemälde von Étienne Allegrain

Das Schloss Saint-Cloud (französisch Château de Saint-Cloud) war ein Schloss im Südwesten von Paris. Es befand sich auf dem Weg von der französischen Hauptstadt nach Versailles zwischen den beiden Orten Saint-Cloud und Sèvres auf dem Hochufer der Seine.

## Geschichte
Die Domäne Saint-Cloud war seit dem frühen Mittelalter königliches Eigentum und wurde 1577 von Katharina von Medici an den Florentiner Bankier Jérôme de Gondi verkauft. Er ließ ein dort vorhandenes Hôtel abreißen und an dessen Stelle ein erstes Schloss mit L-förmigem Grundriss errichten, um es als Residenz zu nutzen. Zum repräsentativen Gebäude gehörten auch terrassierte Gartenanlagen, an deren ursprünglicher Gestaltung Thomas Francine beteiligt war.
1589 wurde hier Heinrich III. von Frankreich ermordet.
Das Schloss wurde 1625 vom Pariser Erzbischof Jean-François de Gondi umgebaut und verschönert. Nach seinem Tod kam es an Philippe-Emmanuel de Gondi (1580–1662) und dann an dessen Neffen Henri de Gondi (1590–1659), der es 1655 an Barthélemy d'Hervart (1607–1676) verkaufte.
1658 erwarb König Ludwig XIV. das Schloss für seinen Bruder Philippe d’Orléans, genannt Monsieur. Dieser kaufte nach und nach anliegende Ländereien hinzu und ließ zunächst eine Menagerie und eine Volière errichten und dann ab 1671 den Park durch André Le Nôtre erneuern.

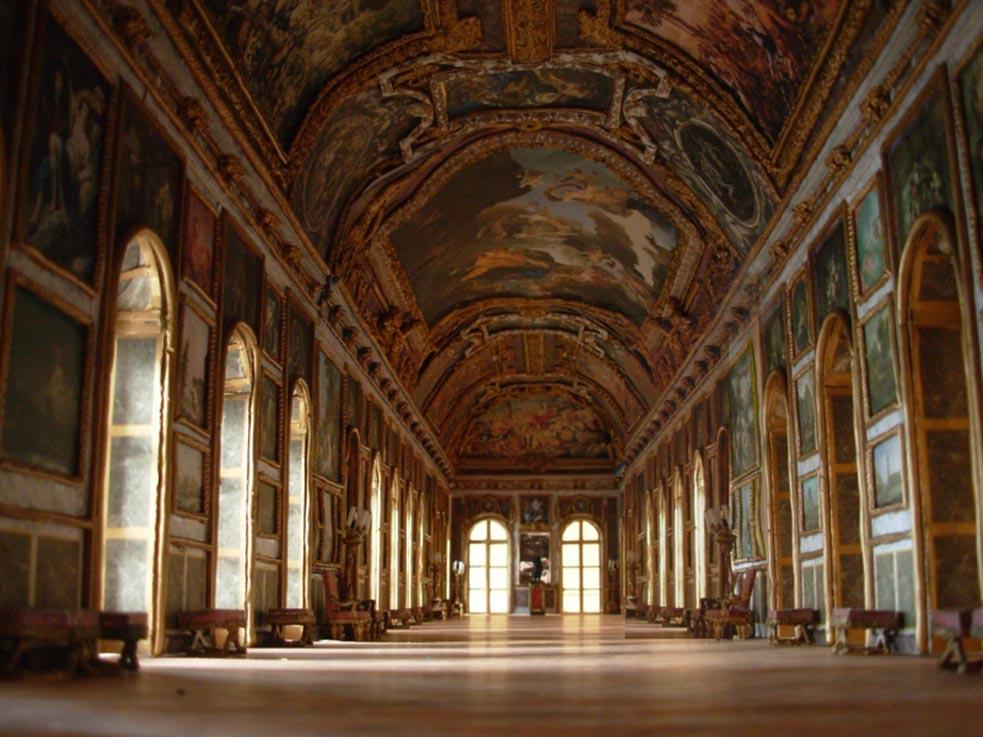
Die Galerie d’Apollon von Saint Cloud (Rekonstruktion)

Ab 1675–1676 wurde ein neues Schloss errichtet von den Architekten Jules Hardouin-Mansart und Jean Girard. Für die Innenausstattung waren die Maler Jean Nocret sowie sein Sohn Jean-Charles und Pierre Mignard zuständig.
Obwohl die Bauarbeiten noch nicht ganz fertig waren, gab Monsieur am 10. Oktober 1678 ein Fest für Ludwig XIV., die Königin Marie Thérèse und andere Mitglieder der königlichen Familie. Die Ausstattung gefiel dem König so gut, dass er daraufhin Mignard einige Räume in Versailles ausgestalten ließ.
Das Schloss von Saint-Cloud wurde 1680 fertiggestellt und war bis zum Tode von Philippe d’Orléans 1701 Schauplatz zahlreicher Feste und Soupers. Den Auftakt machte ein achttägiges Fest samt Komödienaufführungen und vier Bällen, das der Bauherr wieder für seinen Bruder, den Sonnenkönig, und dessen Gefolge gab und das am 15. April 1681 begann.
Saint-Cloud wurde der bevorzugte Aufenthaltsort von Philippes zweiter Ehefrau Liselotte von der Pfalz, die besonders die Lage und Aussicht über der Seine und die Gärten schätzte und Saint-Cloud als „der schönste ort von der welt“ bezeichnete. Sie bewohnte ein Appartement von vier Räumen und mit Blick auf die Gärten, das mit Gemälden von Nocret geschmückt war. Dort wurden ihre drei Kinder geboren und dort starb sie 1722. Das dazugehörige Kabinett war ihr Lieblingsort, wo sie tausende Briefe schrieb.
Das Schloss blieb im Besitz der Familie d’Orléans, bis der Sohn des damaligen Herzogs von Orléans, Louis-Philippe (der spätere Philippe Égalité) sich mit der immensen Erweiterung des Palais Royal finanziell so übernahm, dass er 1784 das Schloss Saint-Cloud an seinen Cousin, König Ludwig XVI. verkaufen musste, der es seiner Frau Marie Antoinette schenkte.
1799 ereignete sich dort der Staatsstreich vom 9. November. Später waren Napoleon Bonaparte, zu dessen bevorzugten Residenzen das Schloss zählte, und Napoleon III. Eigentümer des Schlosses.
Während des Deutsch-Französischen Krieges besetzten preußische und bayerische Truppen das Schloss am 19. September 1870. Am 13. Oktober desselben Jahres versuchten französische Truppen während der Belagerung von Paris einen Ausfall; das Schloss wurde durch französischen  Artilleriebeschuss zerstört. 1891 wurde die Ruine abgetragen.
Heute befindet sich auf dem Gelände der Park von Saint-Cloud, wo unter anderem das Internationale Büro für Maß und Gewicht seinen Sitz hat.

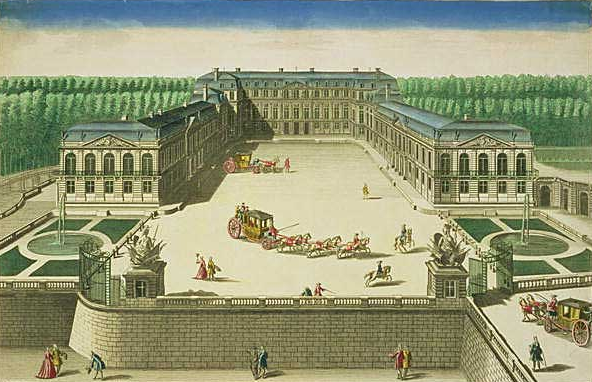
Das Schloss um 1720
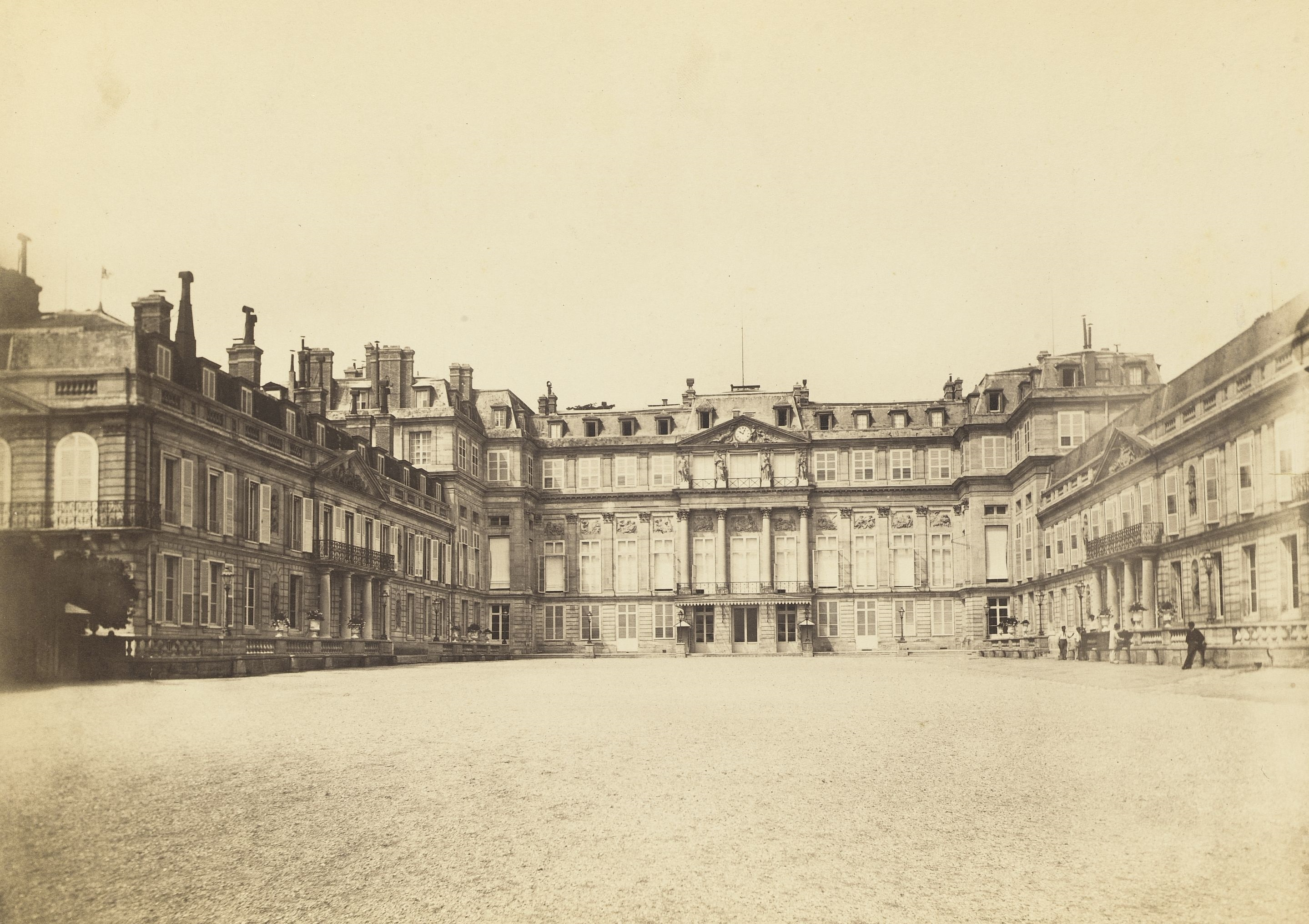
Fotografie des Schlosses vor der Zerstörung
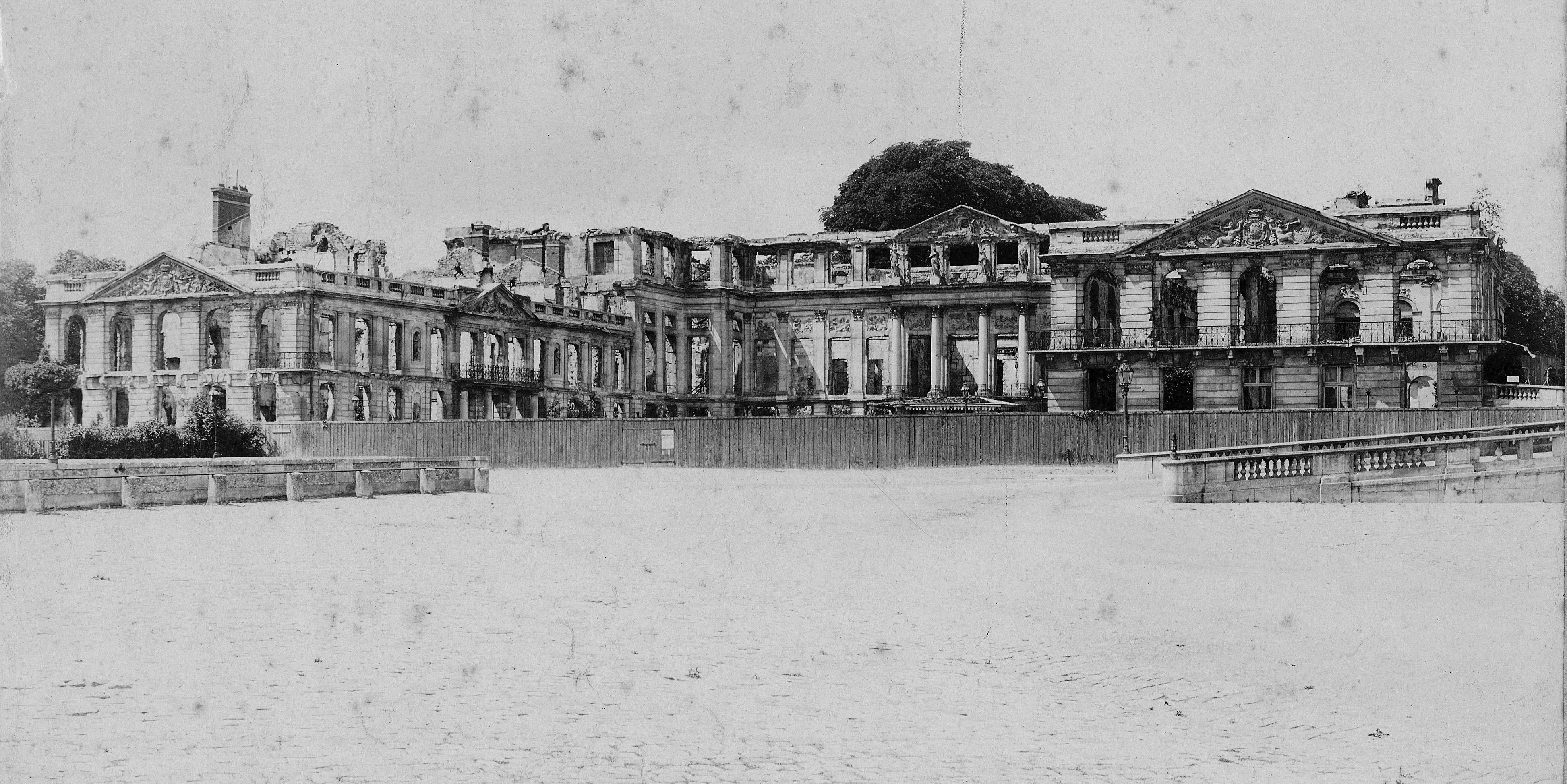
Das zerstörte Schloss (1871)

## Schlosspark
Der Schlosspark entstand bereits im 16. Jahrhundert, wurde allerdings erst durch Planungen von André Le Nôtre in seiner heutigen Ausdehnung gestaltet. Philippe d’Orléans war besonders stolz auf diese Leistung.
Wegen der Hanglange am Rande des Seine-Tales wurden Terrassen angelegt, die bis heute existieren. Der Park besteht aus drei großen Teilen: In direkter Umgebung des Schlosses befindet sich der Garten, der sich auf den mittleren Terrassen und nach Westen den Hang hinauf bis zum Bassin de la Grande Gerbe erstreckt. Im Osten liegt der untere Schlosspark, der sich den Hang hinab und das Seine-Tal entlang bis nach Sèvres ausbreitet. Dort befinden sich die große Kaskade und die große Fontäne. Im Westen befindet sich der Grand Parc. Er blieb auch nach der Zerstörung des Schlosses in seinen Grundzügen erhalten und ist der Öffentlichkeit zugänglich.
Als Attraktion des Parks gilt die Kaskade, die von Antoine Le Pautre 1664–1665 errichtet wurde. Sie wird von Marcel Proust wiederholt in seiner Romanfolge Auf der Suche nach der verlorenen Zeit erwähnt und beschrieben.

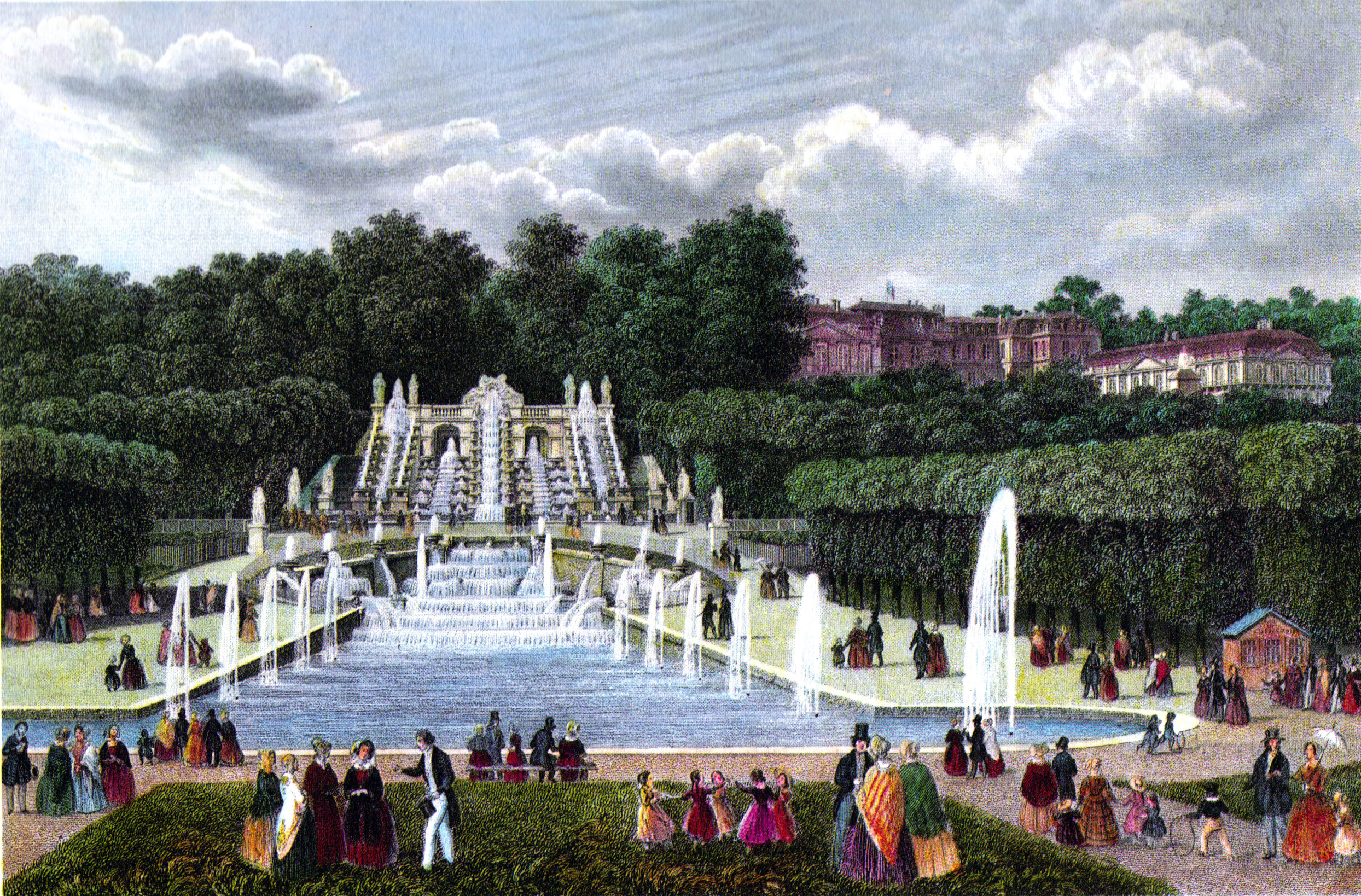
1845
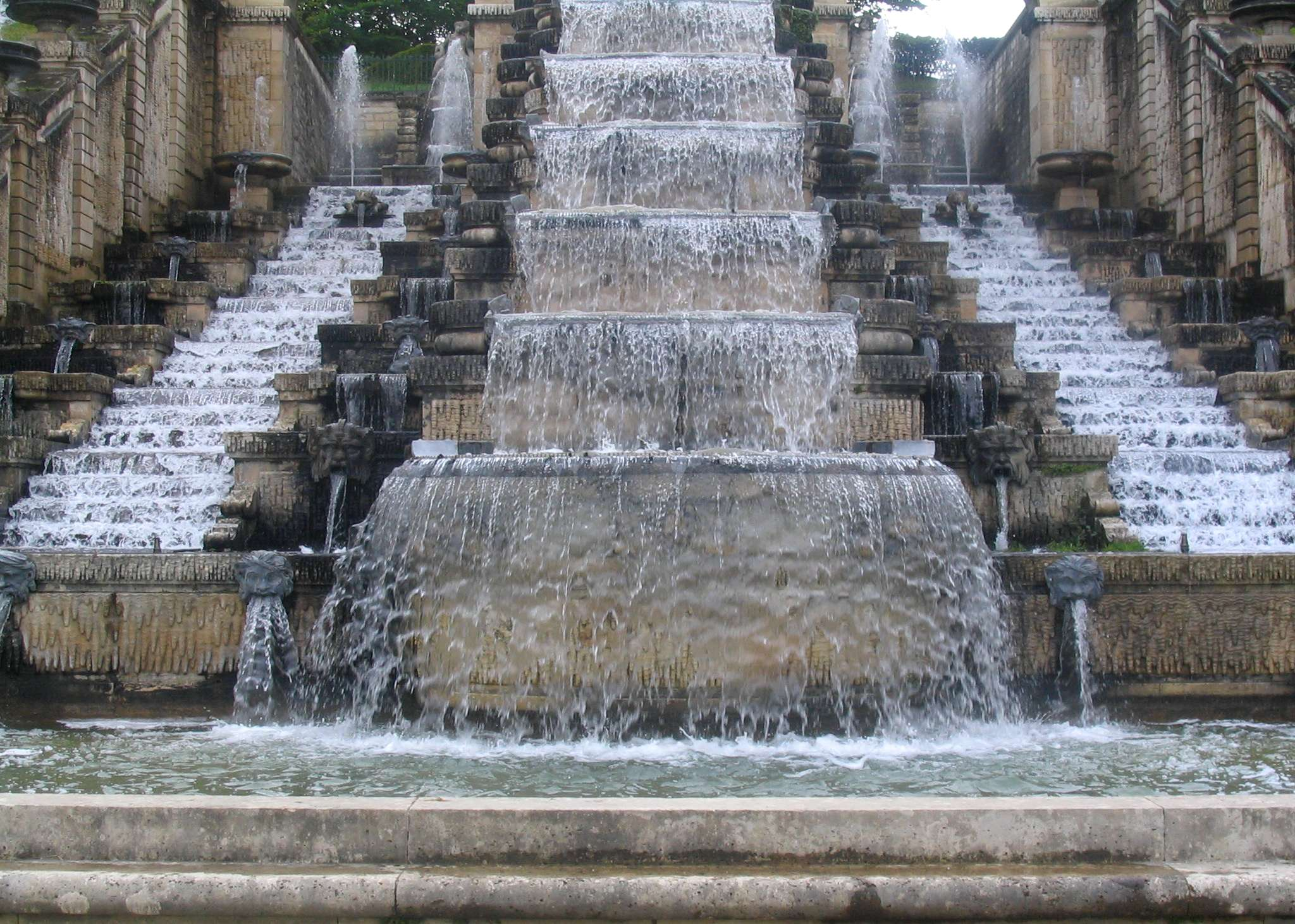
Kaskade
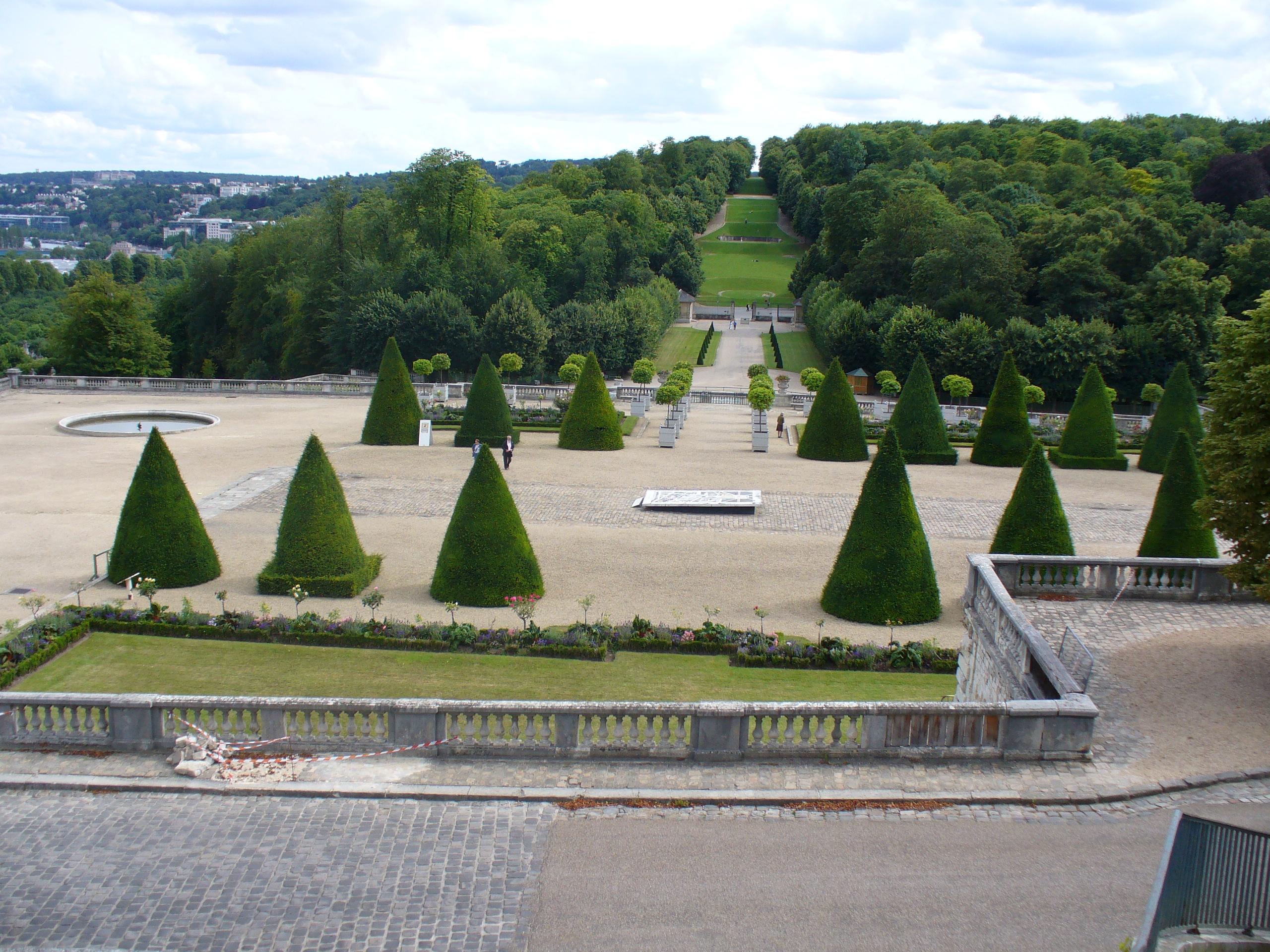
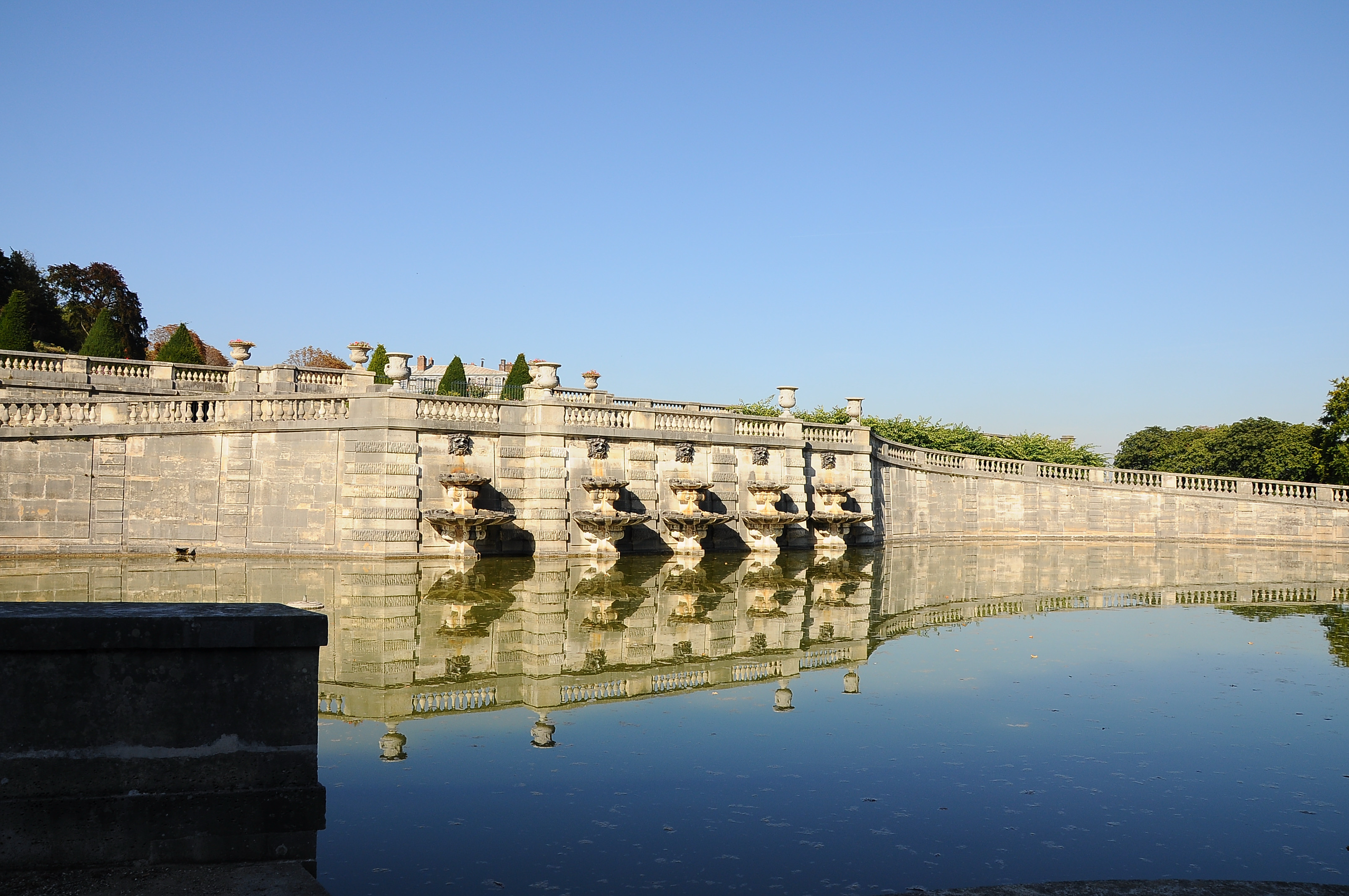
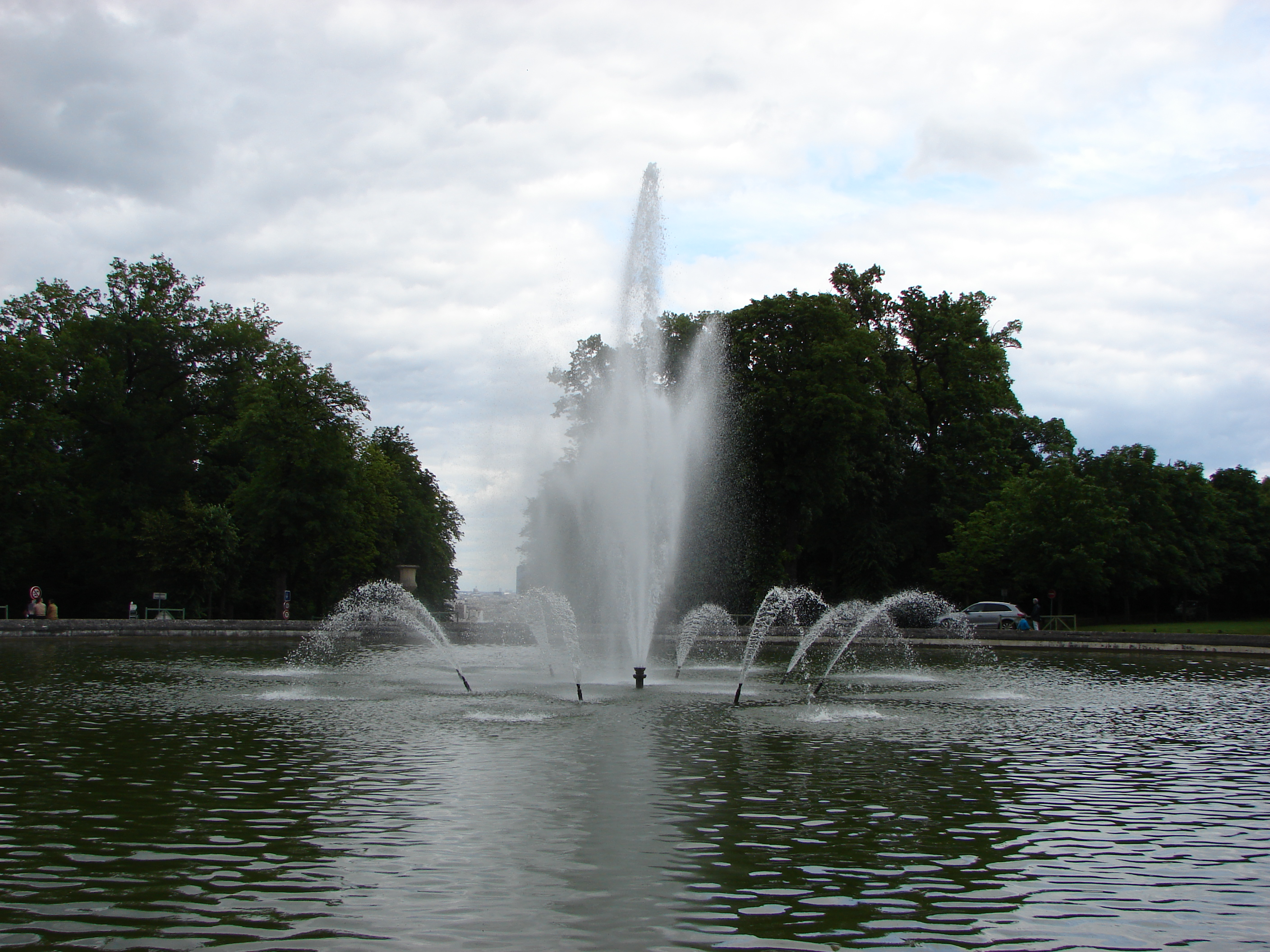
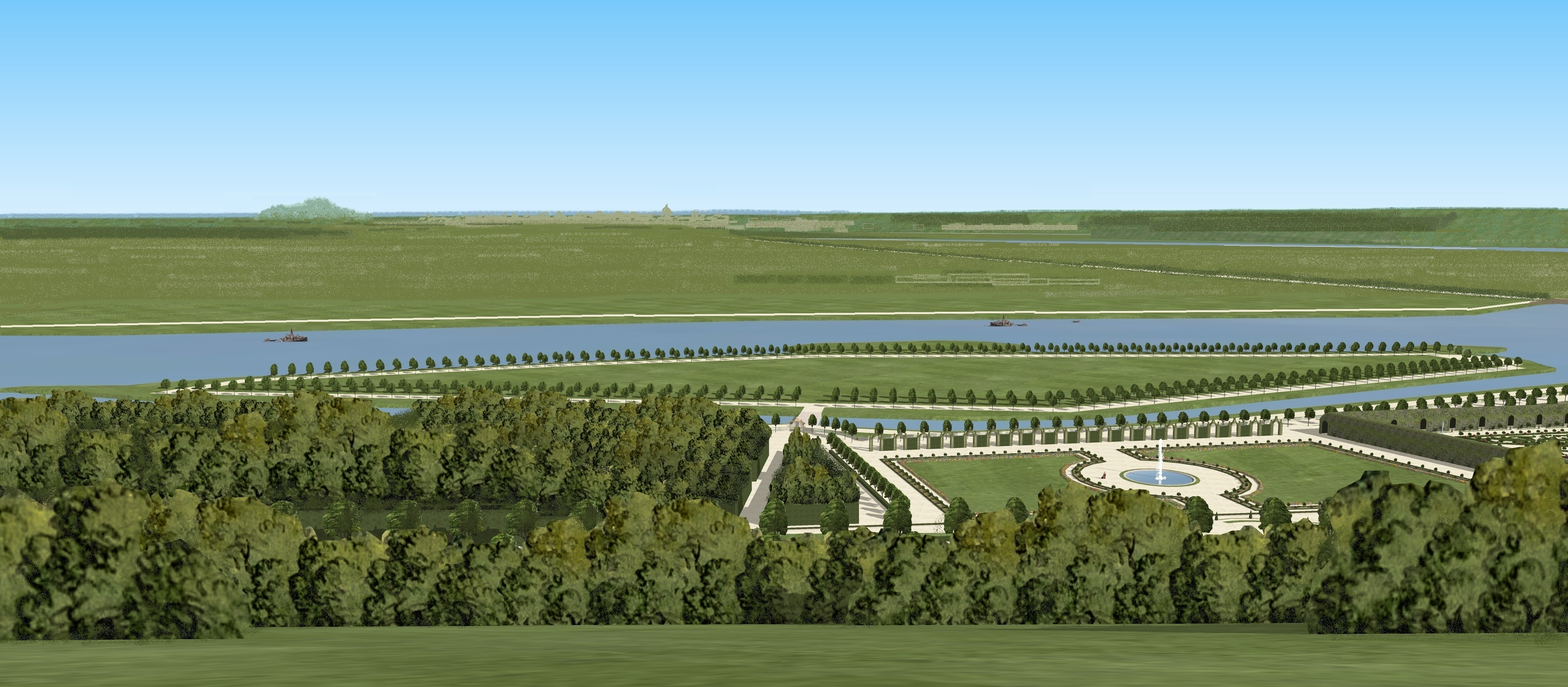
Digitale Rekonstruktion
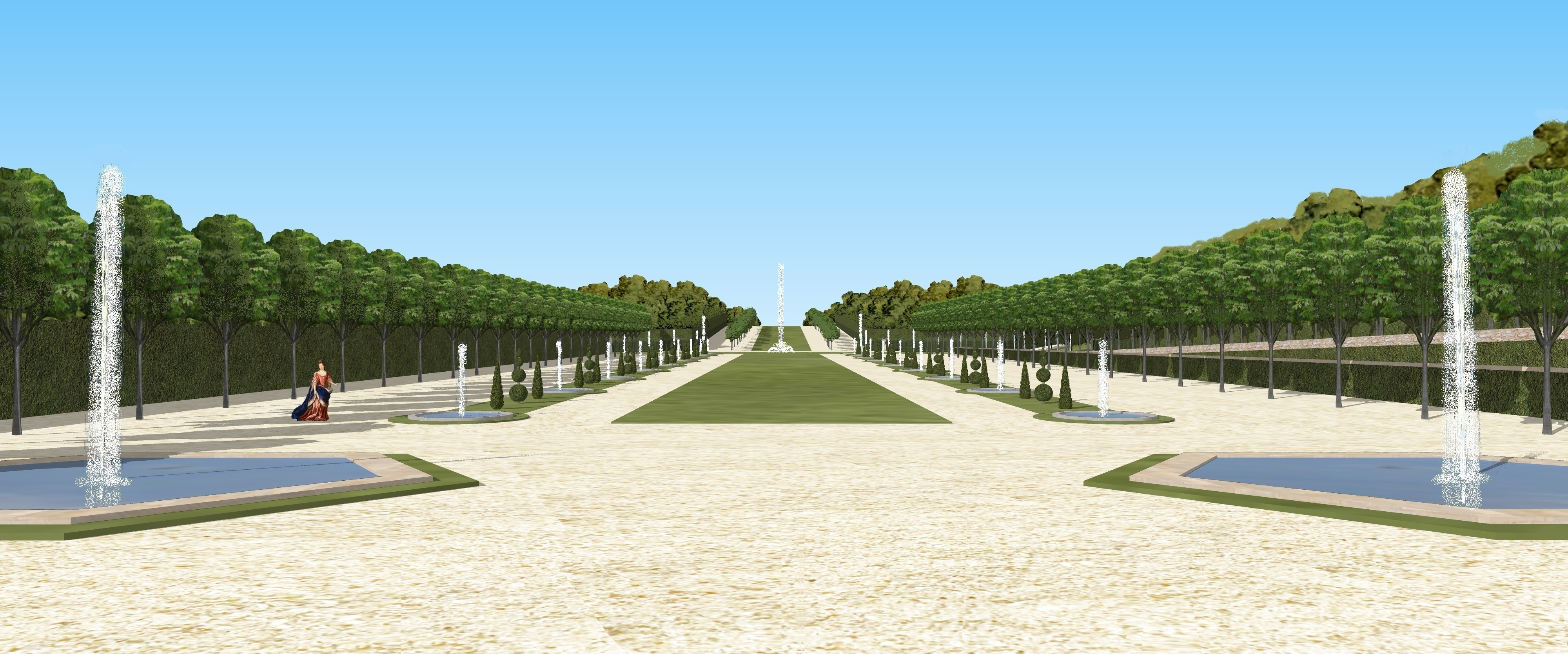